# Dolichopeza (Nesopeza) toraja
Dolichopeza (Nesopeza) toraja is een tweevleugelige uit de familie langpootmuggen (Tipulidae). De soort komt voor in het Oriëntaals gebied.